# 里基·艾美莉雅·普拉蒂普塔

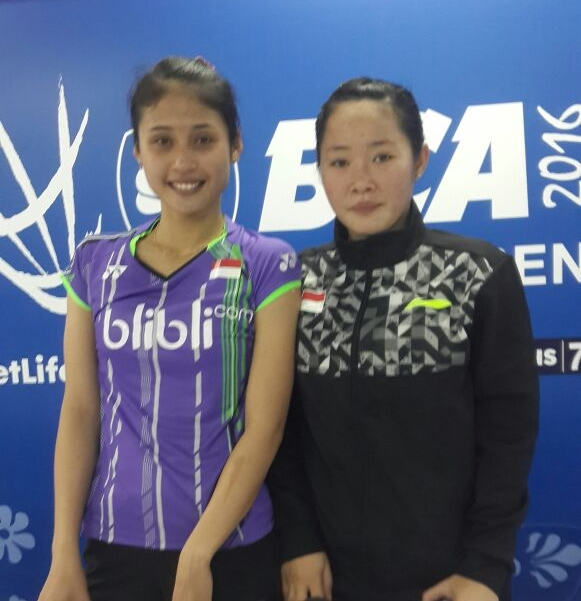
里基·艾美莉雅·普拉蒂普塔（左）與她的雙打搭檔蒂亚拉·罗萨莉娅·努莱达赫（2016年6月）。

里基·艾美莉雅·普拉蒂普塔（1990年9月1日—），印尼女子羽毛球運動員，專長雙打項目。

## 選手生涯

### 2012年
2012年3月，普拉蒂普塔與皮娅·泽巴迪娅·贝尔纳德特出戰越南羽毛球國際挑戰賽，在女双决赛以2比0（21-10、21-15）击败了马来西亚强档的阿米莉亚·艾丽西娅·安瑟利/宋佩珠，首次赢得國際挑戰賽女双冠军。同年7月，她與皮娅·泽巴迪娅·贝尔纳德特出戰印尼羽毛球國際挑戰賽，在决赛中以2比1 （21-17、19-21、21-13）力克韩国的Lee Se-rang/柳晛榮，再次赢得国际挑战赛的冠军。同年8月，她與皮娅·泽巴迪娅·贝尔纳德特出戰越南羽毛球大獎賽，在女双决赛以2比0 （21-17、21-19）击败了赛会4号种子、马来西亚的黄惠龄/黄惠恩，首次赢得大奖赛的冠军。同年9月，她与皮娅·泽巴迪娅·贝尔纳德特出战印尼羽毛球黃金大獎賽，在女双準決賽以0比2（14-21、19-21）不敌赛会头号种子、奥运冠军的松友美佐紀/高橋禮華。同年10月，她與皮娅·泽巴迪娅·贝尔纳德特出戰中華台北羽球黃金大獎賽，在女双决赛以2比0 （21-15、21-12）横扫赛会4号种子、同胞的苏琪·里基·安迪妮/德拉·德斯迪亚拉·哈里斯，赢得黄金大奖赛的冠军。同年11月，她与皮娅·泽巴迪娅·贝尔纳德特出战澳門羽毛球黃金大獎賽，在女双準決賽以0比2（19-21、14-21）不敌赛会头号种子、韩国强档的嚴惠媛/張藝娜。

### 2013年
2013年4月，普拉蒂普塔與皮娅·泽巴迪娅·贝尔纳德特出戰馬來西亞羽毛球黃金大獎賽，在女双决赛以2比1 （21-17、16-21、21-17）力挫队友的阿普萨西·普特里·勒杰萨·瓦里拉/维塔·玛丽莎，赢得冠军。同年6月，她與皮娅·泽巴迪娅·贝尔纳德特出戰新加坡羽毛球超級賽。首圈，直落二局以2比0 （21-16、21-18）击败了泰国的娜丽莎帕·拉姆/莎拉丽·桑松卡姆。次圈，激战三局以2比1 （21-12、19-21、21-19）力挫香港的潘樂恩/謝影雪。八强中，表现良好打到了中国组合，使得俩人取得四强的争夺权。準决赛中，表现不佳不敌日本强档的松友美佐紀/高橋禮華，无缘决赛。同年8月，她參加中國廣州舉行的世界羽毛球錦標賽，與皮娅·泽巴迪娅·贝尔纳德特以9號種子身分出戰女子雙打項目。她們首圈輪空，第二圈先以2比0力克馬來西亞組合晉級；第三圈面對泰國組合娜丽莎帕·拉姆、莎拉丽·桑松卡姆，亦以2比1（17-21、21-16、21-11）逆轉勝出；但至半準決賽，她們終以0比2（20-22、15-21）不敵8號種子、韓國的嚴惠媛/張藝娜，8強止步。同年9月，她與皮娅·泽巴迪娅·贝尔纳德特出戰日本羽毛球超級賽。故首圈轮空 ；次圈则激战三局以2比1 （21-19、19-21、21-17）击败了日本的久後明日美/宮內唯。八强中，表现出色以2比0 （21-12、22-20）淘汰了中華台北的程文欣/謝沛蓁。四强中，俩人的表现已经很好了，遗憾地不敌中国组合，这也是第二次打进超级赛四强了。

### 2015年
2015年1月，普拉蒂普塔與皮娅·泽巴迪娅·贝尔纳德特出戰馬來西亞羽毛球大師賽，在决赛中以0比2 （12-21、21-23）不敌赛会头号种子、丹麦强档的克里斯汀娜·彼德森/卡米拉·吕特·尤尔。同年8月，她與德拉·德斯迪亚拉·哈里斯出戰越南羽毛球大獎賽，在準决赛中以1比2 （21-18、17-21、16-21）不敌赛会4号种子、泰国的宗功攀·吉迪特拉恭/拉温达·巴宗哉。
2016年9月，普拉蒂普塔與蒂亚拉·罗萨莉娅·努莱达赫出戰印尼羽毛球大師賽，在準决赛中以1比2 （17-21、23-21、19-21）不敌赛会3号种子、泰国的宗功攀·吉迪特拉恭/拉温达·巴宗哉。
2017年9月，普拉蒂普塔與新搭档的德拉·德斯迪亚拉·哈里斯出戰越南羽毛球大獎賽，在决赛中以0比2 （16-21、19-21）不敌赛会5号种子、泰国的查亚倪·查拉查兰/帕泰玛斯·门翁。同年10月，她继续與德拉·德斯迪亚拉·哈里斯出戰荷蘭羽毛球大獎賽，在决赛中以2比0 （21-17、21-16）击败了赛会头号种子、同胞的英吉娅·西塔·阿凡达/尼·克图特·马哈德维·伊斯特拉尼，赢得冠军。

### 不敌世锦赛亚军
2018年4月，里基·艾美莉雅·普拉蒂普塔與德拉·德斯迪亚拉·哈里斯出戰亞洲羽毛球錦標賽。在首圈爆冷轻取中国的陈清晨/贾一凡；在次圈中还连克日本队内第四组合的福万尚子/與猶胡桃。但在四强中，面对赛会3号种子、世锦赛亚军的福島由紀/廣田彩花，表现顽强以1比2 （29-27、17-21、11-21）惜败于这对日本女双，赢得季军。

## 主要比賽成績
只列出曾進入準決賽的國際賽事成績：
| 年份   | 賽事                     | 公開賽級別 | 項目     | 搭檔                          | 成績   |
| ------ | ------------------------ | ---------- | -------- | ----------------------------- | ------ |
| 2012年 | 越南羽毛球國際挑戰賽     | 國際挑戰賽 | 女子雙打 | 皮娅·泽巴迪娅·贝尔纳德特      | 冠軍   |
| 2012年 | 印尼羽毛球國際挑戰賽     | 國際挑戰賽 | 女子雙打 | 皮娅·泽巴迪娅·贝尔纳德特      | 冠軍   |
| 2012年 | 越南羽毛球大獎賽         | 大獎賽     | 女子雙打 | 皮娅·泽巴迪娅·贝尔纳德特      | 冠軍   |
| 2012年 | 印尼羽毛球黃金大獎賽     | 黃金大獎賽 | 女子雙打 | 皮娅·泽巴迪娅·贝尔纳德特      | 準決賽 |
| 2012年 | 中華台北羽球黃金大獎賽   | 黃金大獎賽 | 女子雙打 | 皮娅·泽巴迪娅·贝尔纳德特      | 冠軍   |
| 2012年 | 澳門羽毛球黃金大獎賽     | 黃金大獎賽 | 女子雙打 | 皮娅·泽巴迪娅·贝尔纳德特      | 準決賽 |
| 2013年 | 馬來西亞羽毛球黃金大獎賽 | 黃金大獎賽 | 女子雙打 | 皮娅·泽巴迪娅·贝尔纳德特      | 冠軍   |
| 2013年 | 新加坡羽毛球超級賽       | 超級賽     | 女子雙打 | 皮娅·泽巴迪娅·贝尔纳德特      | 準決賽 |
| 2013年 | 日本羽毛球超級賽         | 超級賽     | 女子雙打 | 皮娅·泽巴迪娅·贝尔纳德特      | 準決賽 |
| 2015年 | 馬來西亞羽毛球大師賽     | 黃金大獎賽 | 女子雙打 | 皮娅·泽巴迪娅·贝尔纳德特      | 準決賽 |
| 2015年 | 越南羽毛球大獎賽         | 大獎賽     | 女子雙打 | 德拉·德斯迪亚拉·哈里斯        | 準決賽 |
| 2016年 | 越南羽毛球大獎賽         | 大獎賽     | 女子雙打 | 蒂亚拉·罗萨莉娅·努莱达赫      | 亞軍   |
| 2016年 | 印尼羽毛球大師賽         | 黃金大獎賽 | 女子雙打 | 蒂亚拉·罗萨莉娅·努莱达赫      | 準決賽 |
| 2016年 | 碧特博格羽毛球黃金大獎賽 | 黃金大獎賽 | 女子雙打 | 蒂亚拉·罗萨莉娅·努莱达赫      | 準決賽 |
| 2017年 | 越南羽毛球大獎賽         | 大獎賽     | 女子雙打 | 德拉·德斯迪亚拉·哈里斯        | 亞軍   |
| 2017年 | 荷蘭羽毛球大獎賽         | 大獎賽     | 女子雙打 | 德拉·德斯迪亚拉·哈里斯        | 冠軍   |
| 2018年 | 亞洲羽毛球團體錦標賽     | 其他       | 女子團體 | －                            | 季軍   |
| 2018年 | 亞洲羽毛球錦標賽         | 其他       | 女子雙打 | 德拉·德斯迪亚拉·哈里斯        | 季軍   |
| 2018年 | 馬來西亞羽毛球公開賽     | 超級750賽  | 女子雙打 | 德拉·德斯迪亚拉·哈里斯        | 準決賽 |
| 2018年 | 亞洲運動會羽毛球比賽     | 其他       | 女子團體 | －                            | 铜牌   |
| 2018年 | 薩洛盧羽毛球公開賽       | 超級100賽  | 女子雙打 | 尼·克图特·马哈德维·伊斯特拉尼 | 亞軍   |
| 2018年 | 西德·莫迪羽毛球國際賽    | 超級300賽  | 女子雙打 | 德拉·德斯迪亚拉·哈里斯        | 準決賽 |
| 2019年 | 亞洲羽毛球混合團體錦標賽 | 其他       | 混合團體 | －                            | 季軍   |
| 2019年 | 亞洲羽毛球錦標賽         | 其他       | 女子雙打 | 德拉·德斯迪亞拉·哈里斯        | 季軍   |
| 2019年 | 越南羽毛球公開賽         | 超級100賽  | 女子雙打 | 德拉·德斯迪亞拉·哈里斯        | 冠軍   |
| 2019年 | 印尼瑪琅市長羽毛球大師賽 | 超級100賽  | 女子雙打 | 德拉·德斯迪亞拉·哈里斯        | 亞軍   |
| 2019年 | 澳門羽球公開賽           | 超級300賽  | 女子雙打 | 德拉·德斯迪亞拉·哈里斯        | 準決賽 |

| 2007-2017年 | 首要超級賽 | 超級賽 | 黃金大獎賽 | 大獎賽 | 國際挑戰賽 | 國際系列賽 | 未來系列賽 | 其他 |

| 2018-2026年 | 總決賽 | 超級1000賽 | 超級750賽 | 超級500賽 | 超級300賽 | 超級100賽 | 國際挑戰賽 | 國際系列賽 | 未來系列賽 | 其他 |

### 奧運會和世錦賽參賽紀錄
|          | 搭檔                     | 2013 | 2014 | 2015 | 2016 | 2017 | 2018 | 2019 |
| -------- | ------------------------ | ---- | ---- | ---- | ---- | ---- | ---- | ---- |
| 女子雙打 | 皮娅·泽巴迪娅·贝尔纳德特 | 8強  | 16強 | 32強 | －   | －   | －   | －   |
| 女子雙打 | 德拉·德斯迪亚拉·哈里斯   | －   | －   | －   | －   | －   | 8強  | 16強 |
|          |                          |      |      |      |      |      |      |      |
| 混合雙打 | 吉德翁·马库斯·费尔纳尔迪 | －   | 48強 | －   | －   | －   | －   | －   |